# Teodora Axuchina
Teodora Axuchina (fl. XIII secolo) si suppone che sia stata la moglie di Alessio I di Trebisonda. Non è menzionata in nessuna fonte e sia il suo nome che il suo cognome sono solo congetture dei moderni genealogisti.

## Matrimonio e discendenza
"Teodora" sposò Alessio I di Trebisonda. Era il figlio maggiore di Manuele Comneno e di Rusudan di Georgia. Suo nonno paterno era Andronico I Comneno. Hanno avuto almeno tre figli conosciuti:
- Comnena, che sposò Andronico I di Trebisonda
- Giovanni I di Trebisonda
- Manuele I Trebisonda